# Mialet, Dordogne

Mialet este o comună în departamentul Dordogne din sud-vestul Franței. În 2009 avea o populație de 665 de locuitori.

## Evoluția populației
| An        | 1975  | 1982 | 1990 | 1999 | 2006 | 2009 |
| --------- | ----- | ---- | ---- | ---- | ---- | ---- |
| Populație | 1.006 | 888  | 795  | 717  | 684  | 665  |